# TV Tokyo
TV TOKYO Corporation (яп. 株式会社テレビ東京 кабусики-гайся тэрэби то:кё:, TYO: 9411) — японская телекомпания. Главный офис в Токио. Также известна как Teleto (яп. テレ東 Тэрэто:) или ТВ Токио. Ключевой телеканал сети TXN (en:TXN). Основной владелец телекомпании — Нихон Кэйдзай Симбун.

## История TV Tokyo

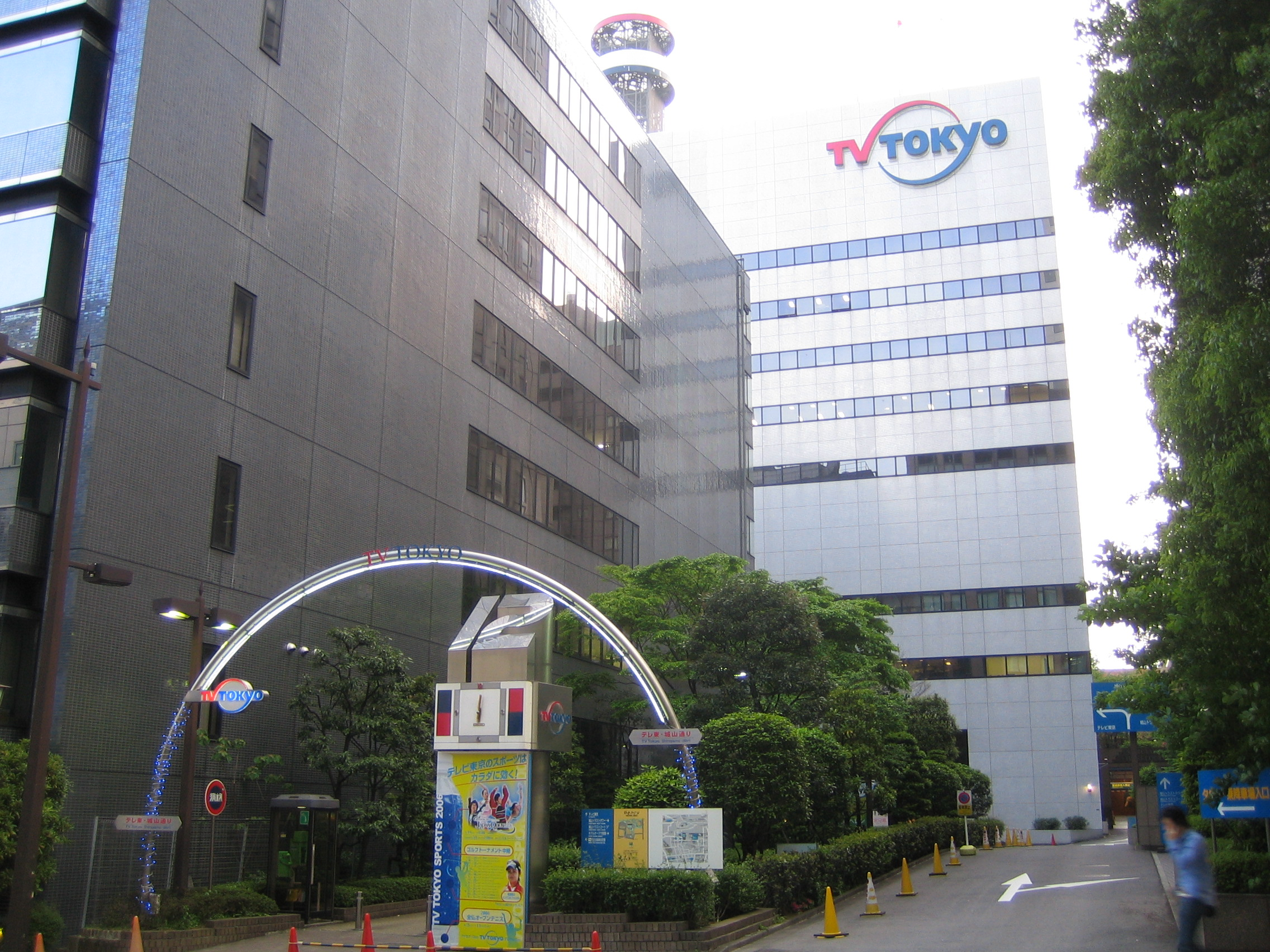
Штаб-квартира TV Tokyo в Минато, Токио

- 12 апреля 1964 года Японским Фондом Развития Науки (англ. Japan Science Promotion Foundation) был создан телеканал.
- 1 июля 1968 года был основан телеканал, под именем Tokyo Channel 12 Production, Ltd. (яп. 株式会社東京12チャンネルプロダクション).
- В октябре 1973 года компания была переименована в Tokyo Channel 12, Ltd. (яп. 株式会社東京12チャンネル), и начала вещание вместо канала фонда.
- В 1981 году канал был вновь переименован в Television Tokyo Channel 12, Ltd. (яп. 株式会社テレビ東京).
- В 1983 году была создана сеть под именем Mega TON Network (яп. メガTONネットワーク, ныне TXN) состоящая из каналов TV Osaka и TV Aichi.
- В декабре 1985 года основной офис был перемещён из парка Сиба в Тораномон.
- 12 декабря 1999 года открыта дочерняя компания на острове Тэннодзу.
- 25 июня 2003 года английское название телекомпании было изменено с Television Tokyo Channel 12, Ltd. на TV Tokyo Corporation.
- В 2014 году TV Tokyo отмечал своё 50-летие.

## Вещание

### Цифровое
JOTX-DTV
- ИД: 7
  - Башня Токио: канал 23
  - Мито, Префектура Ибараки: канал 18

## Сети
- Подразделение в Осаке, вещание в городе и вокруг него: TV Osaka, аналоговый Канал 19, цифровой канал 18 [ИД: 7]
- Подразделение в Нагое, вещание в районе Тюкё: TV Aichi, аналоговый канал 25, цифровой канал 23 [ИД: 10]

## Программы

### Новости и информационные программы
- TXN News
- Morning Satellite
- TXN News eye
- World Business Satellite
- Ladies4

### Аниме
По алфавиту. Этот список не является полным списком всех показов, содержит только самые известные.
| - .hack//SIGN - The Adventures of Alfred J. Quack - Ai Tenshi Densetsu Wedding Peach - Aka-chan to Boku - Amdriver - Angelic Layer - Animal Yokocho - Aqua Kids - Asagiri no Miko - Bastof Lemon - Bakugan Battle Brawlers - Battle Athletes - Battle B-Daman - Beet the Vandel Buster - Beyblade - Bleach - Blue Seed - Bomberman Jetters - Bouken Oh Beet (Beet the Vandel Buster) - Bouken Yuuki Pluster World - Boruto: Naruto Next Generations - Cowboy Bebop - Cheburashka Arere? - Croket! - Cyborg 009 - Dan Doh! - D.Gray-man - Donkey Kong - Duel Masters - Excel Saga - Eyeshield 21 - F-Zero: GP Legend - Fairy Tail - Fafner - Final Fantasy: Unlimited - Flint, The Time Detective - Forutsa! Hidemaru - Fortune Dogs - Fruits Basket - Fushigiboshi no Futagohime - Full Moon wo Sagashite - Gag-Cro - Genesis of Aquarion - Gera Gera Booth Monogatari - Gokudo - Gosick - Gintama - Grappler Baki TV - Groizer X - Hikaru no Go - Inazuma Eleven - Infinite Ryvius - Jubei-chan - Reborn! - Kenran Butousai: The Mars Daybreak - Kirarin Revolution - Kyoryu Daisenso Aizenborg - Keroro Gunso - King of the Classroom, Yamazaki - Law of Ueki - Little El Cid no Bouken - Lost Universe - Love Hina - Madlax - Mahoraba | - Märchen Awakens Romance (MÄR) - Martian Successor Nadesico - Manga Sarutobi Sasuke - Medarot (Medabots) - Mirumo de Pon (Mirmo!) - Monochorme Factor - Naruto - Negima - Neon Genesis Evangelion - Noir - Norisuta - Papuwa - Pocket Monsters (Pokémon) - Popol Crois - Portriss - Revolutionary Girl Utena - Rockman EXE (Megaman NT Warrior) - Rockman EXE Axess (Megaman NT Axess) - Rockman EXE Stream - Rockman EXE Beast - Saiyuki - Saiyuki: Reload - Samurai Deeper Kyo - SD Gundam Force - Shaman King - Shijou Saikyou no Deshi Kenichi - Slayers - So-Nanda - Sonic X (b. 2003) - Sorcerer Hunters («Bakuretsu Hunters») - Steam Detectives - Sugar Sugar Rune - Super Doll★Licca-chan - Super Inggo at ang Super Tropa - Syuratoki - Tenchi Muyo! - The Prince of Tennis - Tokyo Mew Mew (Mew Mew Power) - Tokyo Pig («Hare Tokidoki Buta») - Тоталли Спайс (non-anime) - Tottoko Hamutaro (Hamtaro) - Toradora - Transformers G1 - Transformers: Micron Denetsu - Transformers: Superlink - Trigun - Ultimate Muscle (Kinnikuman: Second Generation) - The Vision of Escaflowne («Tenkuu no Escaflowne») - Viewtiful Joe - Yaiba (1993—1994) - Yakitate!! Japan - Yomigaeru Sora - Rescue Wings - Yu-Gi-Oh! Duel Monsters - Yu-Gi-Oh! Duel Monsters GX (Yu-Gi-Oh! GX) - Zenki - Zettai Muteku Raijin-Oh (Raijin-Oh) - Zukkoke Knight Don De La Mancha - Zukkoke (b. April 4, 2004) |

### Сериалы
- Majisuka Gakuen

### Для малышей
- Kirby & Friends (at 2018)

### Разное
- Oha Star — транслируется на каналах сети TXN и Biwako Broadcasting с 6:45 до 7:30 по будням и на Nara TV и TV Wakayama с 7:05 до 7:30 утра по будням (на всех каналах транслируется в тот же день).
- Hello! Morning — транслируется в районе Канто и префектуре Фукуока с 11:30 до 12:30 каждое воскресенье.
- Kaiun nandemo kanteidan! — транслируется на каналах сети TXN с 21:00 до 21:54 каждый вторник.